# To Serve Man
"To Serve Man" é o vigésimo quarto episódio da terceira temporada da série antológica de ficção científica The Twilight Zone e o 89º no geral. Foi ao ar originalmente em 2 de março de 1962, na CBS. Baseado no conto homônimo de Damon Knight de 1950, a adaptação foi escrita por Rod Serling e direção de Richard L. Bare e trilha sonora de Jerry Goldsmith.
O episódio reutiliza sequências e estilo narrativo do filme O Dia em que a Terra Parou (1951) sendo visto como "uma inversão" ou "versão alternativa". Enquanto a cena da nave dos Kanamits partindo é extraída de Earth vs. the Flying Saucers (1956).

## Trama
Um homem chamado Michael Chambers (Lloyd Bochner) está deitado em uma cama num quarto vazio e trancado. Ele recusa severamente uma refeição quando esta lhe é oferecida por uma voz em um alto-falante, e então começa a refletir sobre as circunstâncias que o levaram a essa situação.
O cenário muda para vários meses antes, na Terra. Os Kanamits, uma raça de alienígenas de 2,7 metros de altura, pousam na Terra enquanto o planeta é assolado por crises internacionais. Enquanto o Secretário-Geral das Nações Unidas anuncia o pouso em uma coletiva de imprensa, um dos extraterrestres chega e se dirige aos delegados e jornalistas reunidos usando uma voz artificial. Ele afirma que o motivo de sua raça em vir à Terra é fornecer ajuda humanitária, compartilhando sua tecnologia avançada que pode resolver de forma fácil todas as escassez de energia e alimentos e prevenir guerras internacionais. Após responder a perguntas, os Kanamits partem sem comentários e deixam para trás um livro em sua língua; Chambers, um criptógrafo a serviço do governo dos Estados Unidos, é convocado para decifrá-lo.
Líderes internacionais expressam cautela com a chegada indesejada dos Kanamits à Terra, mas começam a acreditar em suas alegações de benevolência ao verem sua tecnologia avançada em ação. Patty (Susan Cummings) membro da equipe de Chambers, traduz o título do livro para "To Serve Man" reforçando ainda mais a confiança do público nos Kanamits. Um alien se submete a um interrogatório monitorado por polígrafo e está determinado a dizer a verdade.
Os Kanamits cumprem sua promessa de transformar o mundo em uma utopia, transformando desertos áridos em terras agrícolas produtivas e cada nação recebe um campo de força impenetrável que leva à virtual dissolução de todos os exércitos. Humanos logo começam a se voluntariar para viajar ao planeta natal dos Kanamits, que é descrito como um paraíso, e os extraterrestres estabelecem embaixadas em todos os países terráqueos e pesam todos os passageiros que embarcam em suas naves. Mesmo que a equipe de Chambers não tenha mais nenhum trabalho real para fazer, devido às declarações mundiais de paz e à dissolução das Forças Armadas dos Estados Unidos, Patty continua seus esforços para decodificar o livro dos Kanamits, enquanto Chambers decide simplesmente aproveitar o paraíso recém-descoberto e se inscreve para sua própria viagem ao planeta dos Kanamits.
Algum tempo depois, enquanto Chambers embarca em uma nave Kanamit, Patty abre caminho pela fila de espera e grita para ele não ir. Ela traduziu com sucesso "To Serve Man" e descobriu que não se trata de um livro sobre ajuda humanitária, mas sim de um livro de receitas. Chambers tenta fugir, mas um guarda o força a entrar na nave e fecha a escotilha para que ela possa decolar.
No presente, uma refeição é entregue a Chambers por uma pequena abertura na parede, e ele a joga furiosamente para o outro lado da sala. Um Kanamit pega a comida e o incentiva a comer para não perder peso. Chambers se dirige diretamente aos espectadores para perguntar se eles já deixaram a Terra e comenta que os Kanamits eventualmente irá cometer canibalismo com a humanidade. Ele então começa a comer sua refeição, encerrando sua greve de fome e, assim, rendendo-se aos Kanamits.

## Elenco
- Lloyd Bochner como Michael Chambers
- Richard Kiel como os Kanamits (todos com aparência semelhante)
- Susan Cummings como Patty
- Joseph Ruskin como Kanamit [voz] (não-creditado)
- Hardie Albright como Secretário Geral
- Theodore Marcuse como Cidadão Gregori
- Bartlett Robinson como Coronel nº 1
- Carleton Young como Coronel nº 2 (creditado como Carlton Young)
- Nelson Olmsted como Cientista
- Robert Tafur como Senor Valdés
- Lomax Study como Leveque
- Jerry Fujikawa como Delegado Japonês (creditado como J.H. Fujikawa)

## Recepção
A revista TV Guide classificou o episódio em 11º lugar em sua lista dos "100 Maiores Episódios de Todos os Tempos" e posteriormente incluiu o seu final como a "Maior Reviravolta de Todos os Tempos". A Time listou o  entre os "10 Melhores Episódios da Twilight Zone". A Rolling Stone nomeou o episódio como o primeiro em sua lista dos "25 Melhores Episódios da Twilight Zone".
Entretanto, a crítica Emily St. James do A.V. Club comenta que apesar da ótima reviravolta e ritmo a trama contém furos de roteiro. O DVD Talk o chama de o segundo episódio mais superestimado da temporada atrás apenas de "A Game of Pool" comentando: "Alienígenas famintos viajam milhões de anos-luz até a Terra para caçar humanos magros para se alimentar. Por que diabos eles não levaram todo o gado em vez disso?". Contrariando as críticas, é o terceiro episódio mais bem avaliado no IMDb de toda a série, perdendo apenas para "Nightmare at 20,000 Feet" e "Eye of the Beholder".

## Na cultura popular
O episódio é ocasionalmente referenciado na cultura popular, geralmente com a frase "It's a cookbook!" ou alguma variação da mesma. Referências ou paródias da cena podem ser encontradas em séries de televisão como Futurama, Os Simpsons, Buffy the Vampire Slayer; filmes como The Naked Gun 2½: The Smell of Fear (1991) - que apresentou uma participação especial irônica de Lloyd Bochner, o Michael Chambers do episódio e Madagascar (2005); a história em quadrinhos Mark Trail e obras musicais de artistas Nuclear Assault, Cattle Decapitation, Mono Puff e El-P. Uma referência ao episódio até encontrou seu caminho em um emblema não oficial de uma unidade da Força Aérea dos Estados Unidos.
No episódio "Sofa So Good" de Married... With Children, que foi ao ar em 16 de janeiro de 1994, Al Bundy (Ed O'Neill) gritou fora da tela para sua esposa: "Peg! To serve man! It's a cookbook!".

## Sequência
O episódio final da segunda temporada de Twilight Zone de 2019, "You Might Also Like" , escrito e dirigido por Oz Perkins serve como uma sequência temática de "To Serve Man", apresentando os Kanamits, que ainda estão aprendendo sobre a cultura da Terra para tramar mais vilanias.